# Connarus vulcanicus
Connarus vulcanicus là một loài thực vật có hoa trong họ Connaraceae. Loài này được J.F.Morales mô tả khoa học đầu tiên năm 2007.